# ميكرو
ميكرو  هي وحدة قياس تستخدم في الفيزياء والكيمياء وتساوي واحد من مليون أي 1/1.000.000 من الوحدة المعنية.
- مثل 1 ميكرومتر = 10−6 متر.
- ويسمى الميكرومتر أحيانا ميكرون

## أمثلة أخرى
| مثال       | المعنى                 |
| ---------- | ---------------------- |
| ميكروفولت  | 1/1.000.000 من الفولت  |
| ميكروأمبير | 1/1.000.000 من الأمبير |
| ميكرومول   | 1/1.000.000 من المول   |
| ميكروجرام  | 1/1.000.000 من الجرام  |